# Live in Moscow (Lindemann)
Live in Moscow è il primo album dal vivo del supergruppo tedesco/svedese Lindemann, pubblicato il 21 maggio 2021 dalla Universal Music Group.

## Tracce
Testi di Till Lindemann, musiche di Peter Tägtgren, eccetto dove indicato.
1. Skills in Pills – 4:30
2. Lady Boy – 3:22
3. Fat – 4:17
4. Frau & Mann – 3:46
5. Ich weiß es nicht – 4:58
6. Allesfresser – 4:00
7. Knebel – 4:28 (musica: Till Lindemann, Peter Tägtgren)
8. Home Sweet Home – 4:45
9. Cowboy – 4:01
10. Golden Shower – 4:39
11. Blut – 4:49
12. Platz Eins – 5:17
13. Praise Abort – 5:01
14. Fish On – 4:39
15. Ach so gern – 4:21
16. Gummi – 4:13
17. Steh auf – 4:06

## Formazione
Gruppo
- Till Lindemann – voce
- Peter Tägtgren – chitarra solista, cori

Altri musicisti
- Sebastian Tägtgren – batteria
- Sebastian Svalland – chitarra, cori
- Jonathan Olsson – basso, cori

Produzione
- Serghey Grey – regia
- Zoran Bihać – direzione creativa
- Till Lindemann – produzione
- Anar Reiband – produzione
- Olsen Involtini – missaggio audio
- Svante Forsbäck – mastering

## Classifiche
| Classifica (2021) | Posizione massima |
| ----------------- | ----------------- |
| Belgio (Fiandre)  | 9                 |
| Belgio (Vallonia) | 7                 |
| Germania          | 2                 |
| Paesi Bassi       | 39                |
| Svizzera          | 12                |